# Mühldorf
Mühldorf am Inn es una ciudad en Baviera, Alemania, y la capital del Distrito de Mühldorf a orillas del río Eno. En 2011 tenía una población de alrededor de 18.235.

## Historia
Como punto estratégico, la ciudad ha sido escenario de algunas batallas a lo largo de la historia. En 1322, Luis IV derrotó a Federico I de Austria en la batalla de Mühldorf, poniendo fin a la disputa por la corona del Imperio.
Durante la Segunda Guerra Mundial, fue objetivo de varias incursiones aéreas aliadas emprendidas para atacar las conexiones ferroviarias con Múnich y perturbar el transporte de materiales del parque industrial en Töging am Inn.
En 1971 fue descubierto al sur de la ciudad un esqueleto completo de un Gomphotherium, una especie de proboscídeo pero de mandíbula inferior alargada, fechado cerca de los 11 millones de años.